# انامک لاو (واشینگتن)
انامک لاو (به انگلیسی: Enumclaw) شهری در شهرستان کینگ ایالت واشنگتن است که در سرشماری سال ۲۰۱۰ میلادی، ۱۰۶۶۹ نفر جمعیت داشته است.